# Блюмель, Ирина Фёдоровна
Ирина Фёдоровна Блюмель (3 декабря 1922, Москва — 27 января 2008, Москва) — советский и российский скульптор. Работала преимущественно в станковой скульптуре.

## Биография
Ирина Блюмель родилась в Москве 3 декабря 1922 года. В 1945—1951 годах училась в Ленинградском институте живописи, скульптуры и архитектуры имени И. Е. Репина у А. Т. Матвеева и В. А. Синайского. Также своими учителями считала Б. Е. Каплянского и Л. Н. Хорошкевича. Дипломная работа — «В. В. Маяковский».
С 1951 года принимала участие в художественных выставках. В том же году стала членом КПСС и Союза художников СССР
Жила и работала в Москве. Умерла 27 января 2008 года.
Скульптуры Ирины Блюмель находятся в собраниях Государственной Третьяковской галереи, Государственного Русского музея и других музеев.

## Работы
- Портрет работницы А. Чулковой (1954)[2]
- «Молодость» (1960), гипс крашеный)[2]
- Конкурсный проект памятника Освенциме (1955; совместно с В. Думаняном и А. Древиным, архитектор Л. Павлов)[1]
- Барельеф «Стихи» (1955-1956, гипс крашеный)[2]
- «Русские народные песни» (1957, гипс крашеный)[2]
- Портрет художника Ф. П. Глебова (1961, гипс, дерево)[2]
- «Комплимент» (1962, гипс крашеный, цемент)[1]
- «Серёжа» (1962, дерево крашеное)[1]
- «Мордовские колхозницы» (1963, гипс)[1]
- Портрет художницы Л. Даугавиете (1963, известняк)[2]
- Портрет скульптора Араика Шираза (1968, шамот, соли)[1]
- «Клоун с зонтиком» (1968, шамот, ангобы, медь)[1]
- Портрет скульптора Нины Жилинской (1968, шамот, красная глина)[1]
- «Клоун с книжкой» (1969, бронза)[1]
- «Золушка» (1972, бронза)[1]
- «Клоун с зеркалом» (1976, металл)[1]
- Портрет А. С. Пушкина (1973—1974, металл)[1]
- «Материнство» (1978, гипс крашеный)[1]
- Портрет скульптора А. Шираза (1978, бронза)[1]
- «Старый клоун» (1978, шамот, соли)[1]
- «В мастерской» (1978, шамот, соли, металл)[1]